# Анастас Чешмеджиев
Анастас Панайотов Чешмеджиев с псевдоним Пехливанов е български революционер, деец на Вътрешна македоно-одринска революционна организация в Тракия.

## Биография
Чешмеджиев е роден в 1877 година в пашмаклийското село Устово, тогава в Османската империя, днес квартал на Смолян, България. В 1900 година завършва българското педагогическо училище в Сяр, където заедно с Христо Караманджуков е покръстен в революционното дело от учителя Йордан Самарджиев. Заминава за Даръдере и работи като учител в 1900 - 1901 година, като организира и първия революционен комитет в града. В 1901 година след аферата с убийството на Хаджи Нурия бей е принуден да бяга в България и работи като учител в Ломско, Видинско, Пловдивско и на други места. В Даръдере революционният комитет е поет от поп Ангел Инджов.
Погребан е в Централните софийски гробища.